# 궈지
궈지(过继, 과계)는 결혼하여도 자식이 없는 남자가 같은 남자 친형제(男子 親兄弟)의 아들을 양자(養子)로 들였던 중국 봉건 시대의 입양 풍습을 일컫는 용어이다.